# Geotrygon goldmani
Geotrygon goldmani là một loài chim trong họ Columbidae.